# Zerbrochenes Gewehr

„Broken Rifle“ (Zerbrochenes Gewehr): In der abgebildeten – gegenüber ursprünglichen Varianten desselben Motivs stilisierten Form – wurde es ab 1931 über Jahrzehnte als Logo der bis heute bestehenden internationalen Dachorganisation politischer Antimilitaristen und Kriegsdienstverweigerer, der War Resisters International, verwendet. Auch einige ihrer nationalen Sektionen, darunter beispielsweise die US-amerikanische War Resisters League haben das Logo in dieser Form übernommen.

Das zerbrochene Gewehr – bzw. in den meisten Varianten der bildlichen Darstellung genauer bezeichnet als „Hände zerbrechen Gewehr“ – ist ein seit dem ersten Jahrzehnt des 20. Jahrhunderts nachgewiesenes, sich durch die Darstellung in seiner Bedeutung selbsterklärendes Friedenssymbol. Es drückt die politische Prämisse einer pazifistischen und prinzipiell antimilitaristischen Haltung aus. 
Zu Beginn der 1920er Jahre wurde es zum Logo der War Resisters International (WRI), dem bis heute weltweit größten Zusammenschluss von Kriegsdienstverweigerern, dem sich im Lauf der Jahrzehnte teils mehrere nationale Organisationen der Friedensbewegung aus bislang etwa 40 bis 50 Staaten angeschlossen haben. Unter dem Titel Das zerbrochene Gewehr gibt die WRI seit 1986 auch eine Zeitschrift als internationalen Rundbrief heraus. 
Bis in die Gegenwart dient das zerbrochene Gewehr als „Markenzeichen“ eines politisch organisierten offensiv auftretenden Pazifismus und Antimilitarismus. Es ist in verschiedenen grafischen Varianten unter anderem auf Aufklebern, Textildrucken (Transparenten, Kleidungsstücken wie z. B. T-Shirts etc.), Graffiti oder als Anstecknadel im entsprechenden Umfeld verbreitet.

## Ältere, historische Verwendungen

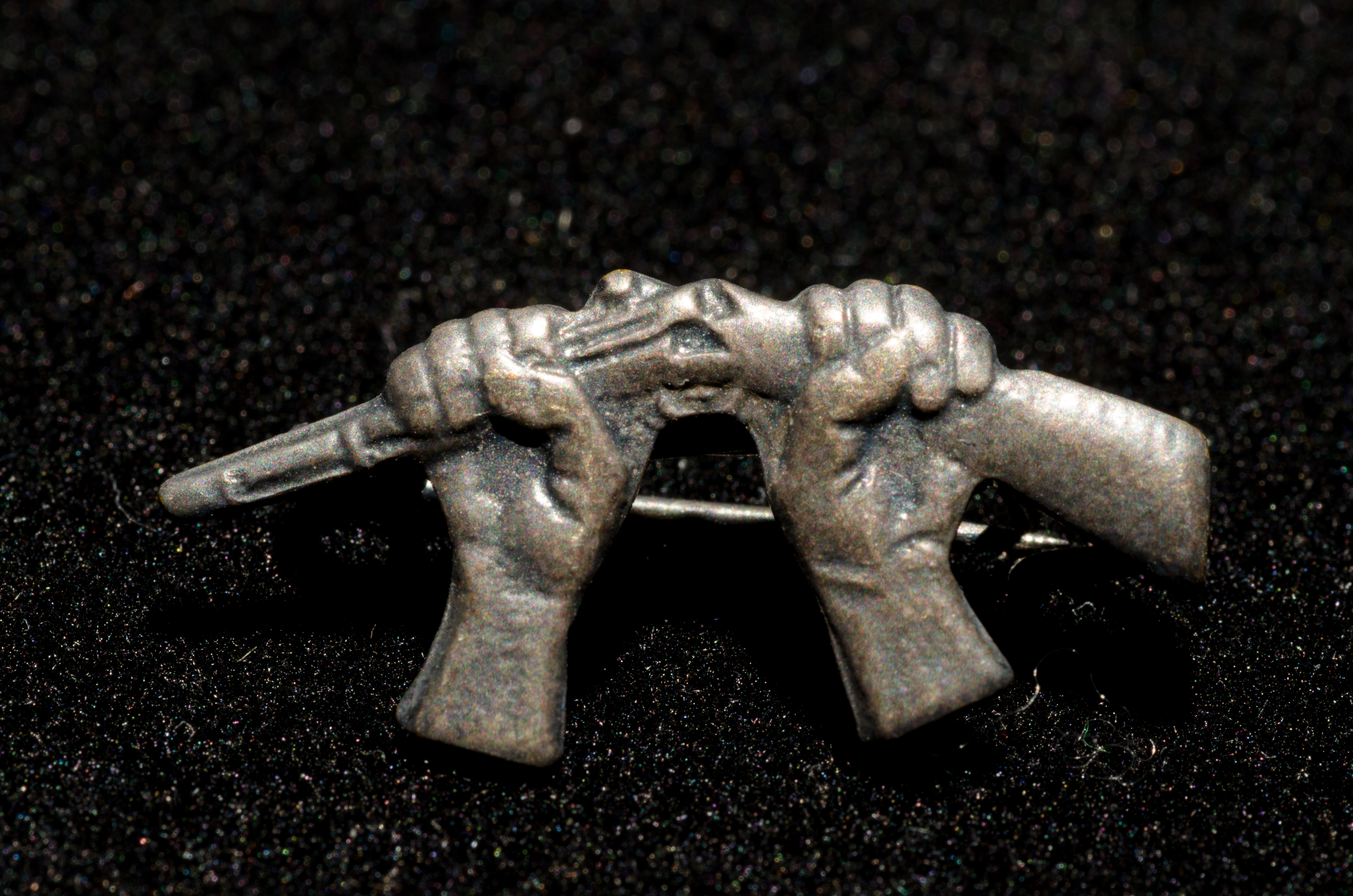
Das zerbrochene Gewehr als Anstecknadel aus dem Jahr 1935

Das erste Beispiel der publizistischen Verwendung des zerbrochenen Gewehrs findet sich in der Kopfzeile der Januarausgabe 1909 von „De Wapens Neder“ (Die Waffen Nieder), einer nach der von 1892 bis 1899 herausgegebenen deutschsprachigen Vorlage von Bertha von Suttner benannten Monatszeitschrift der damaligen Internationalen antimilitaristischen Union mit Sitz in den Niederlanden.
Im Jahr 1915 erschien es auf dem Umschlag einer Broschüre des norwegischen sozialdemokratischen Jugendverbandes unter dem Titel „Under det brukne Gevær“ (Unter dem zerbrochenen Gewehr).
Ein 1917 in Deutschland gegründeter Kriegsopferverband verwendete das Symbol auf einer Verbandsfahne.
Während einer Demonstration belgischer Arbeiter am 16. Oktober 1921 in La Louvière zeigten einige Demonstranten Banner mit der Abbildung eines sein Gewehr zerbrechenden Soldaten.
Nach dem Ersten Weltkrieg waren es in Deutschland einige aus der lebensreformerischen Jugendbewegung, insbesondere in Verbindung mit der Arbeiterjugend hervorgegangene Gruppen der Freien Jugend, die das zerbrochene Gewehr zu ihrem Symbol machten. Bedingt durch die Erfahrung des Krieges hatten sie sich zunehmend politisiert und wandten sich zunächst gegen Krieg und Militarismus im Allgemeinen. Geprägt waren sie vor allem von antiautoritär und internationalistisch verstandenen und parteiunabhängigen Sozialismus-Vorstellungen. Ein wesentlicher Teil der Gruppierungen der Freien Jugend ging ab 1923 in der Syndikalistisch-Anarchistischen Jugend Deutschlands (SAJD) auf.

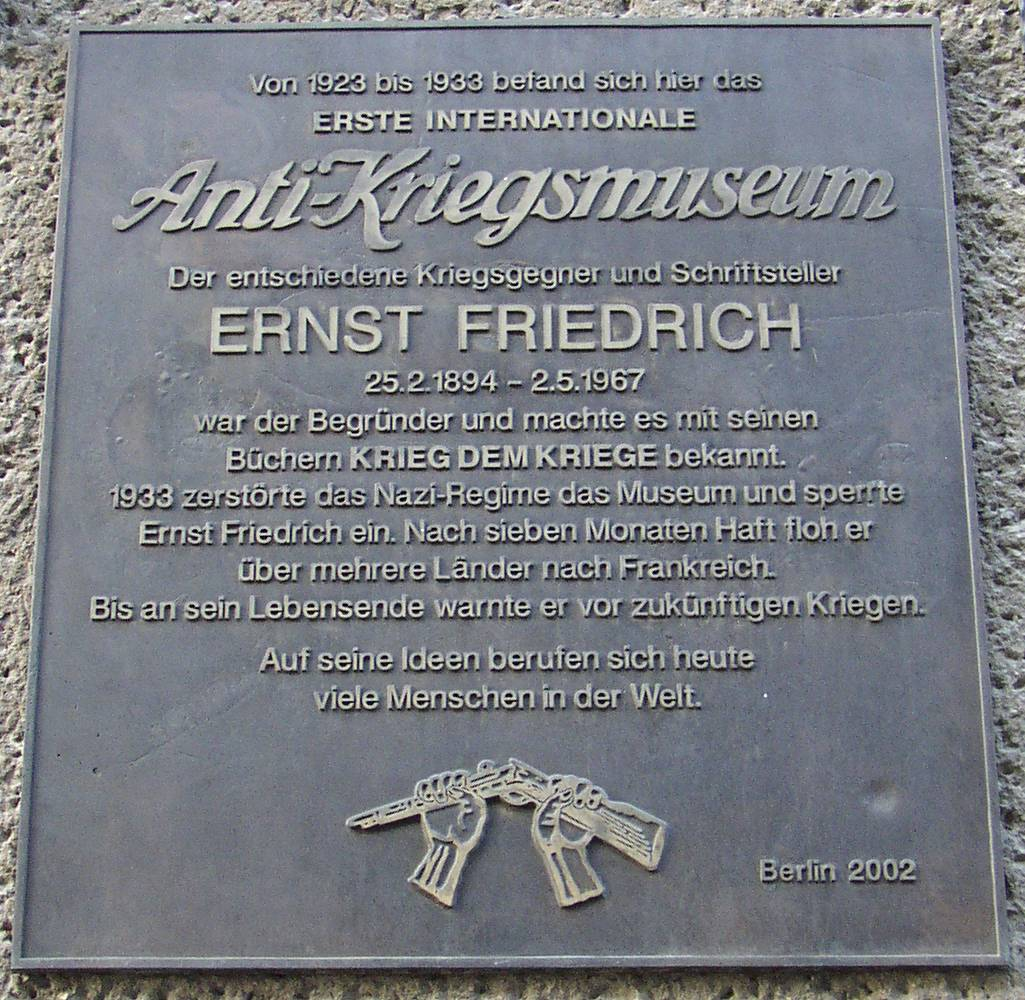
Im Jahr 2002 eingeweihte Gedenktafel am ersten Standort von Ernst Friedrichs Internationalem Anti-Kriegsmuseum in Berlin-Mitte (Parochialstr. 1–3)

Der Anarchopazifist Ernst Friedrich, selbst ein Protagonist der Freien Jugend in Berlin, verwendete 1924 das zerbrochene Gewehr beispielsweise in Annoncen zur Verbreitung seines Buches Krieg dem Kriege, einer Fotodokumentation zum Ersten Weltkrieg mit einem ausführlichen Antikriegs-Appell an die „Menschen aller Länder“ in vier Sprachen (deutsch, französisch, englisch und niederländisch). Das Buch, herausgegeben im Namen der Freien Jugend Berlin, war im Deutschland der Weimarer Republik erfolgreich und sorgte in den Feuilletons für Aufsehen. Mit dem Erlös aus dem Verkauf des Werkes finanzierte Friedrich den Betrieb seines 1923 in Berlin eröffneten Anti-Kriegsmuseums. Über dessen Eingangstür brachte er ein Flachrelief mit dem Motiv des zerbrochenen Gewehrs an. Nach der Machtergreifung der Nationalsozialisten wurde das Museum 1933 von den neuen Machthabern beschlagnahmt und aufgelöst. Die antimilitaristischen Insignien wurden zerstört oder entfernt, das Gebäude zu einem SA-Versammlungslokal umfunktioniert. Erst im Jahr 1982 wurde es an anderer Stelle im Berliner Bezirk Wedding mit seiner ursprünglichen Bestimmung neu eröffnet.
Im Jahr 1950 griff der deutsche Bildende Künstler Otto Pankok das Motiv des zerbrochenen Gewehrs auf und verlieh ihm mit einem seiner bekanntesten Werke, dem Holzschnitt „Christus zerbricht das Gewehr“ eine das politische Anliegen ergänzende religiöse Ambition. Auch dieses Bild war in späteren Friedensbewegungen verbreitet, vor allem in den 1980er Jahren bei christlich inspirierten Organisationen wie beispielsweise der katholischen Pax Christi oder der evangelischen Aktion Sühnezeichen Friedensdienste. Das Wochenmagazin der Spiegel verwendete im Juni 1981 (Ausgabe 25/1981) Pankoks Holzschnitt in koloriert abgewandelter Form auf dem Titelbild als Aufmacher für eine seiner ersten großen Reportagen über die damalige Friedensbewegung gegen den NATO-Doppelbeschluss.

## Neuere Verwendungen / Galerie

Das zerbrochene Gewehr in relativ aktuellen Varianten
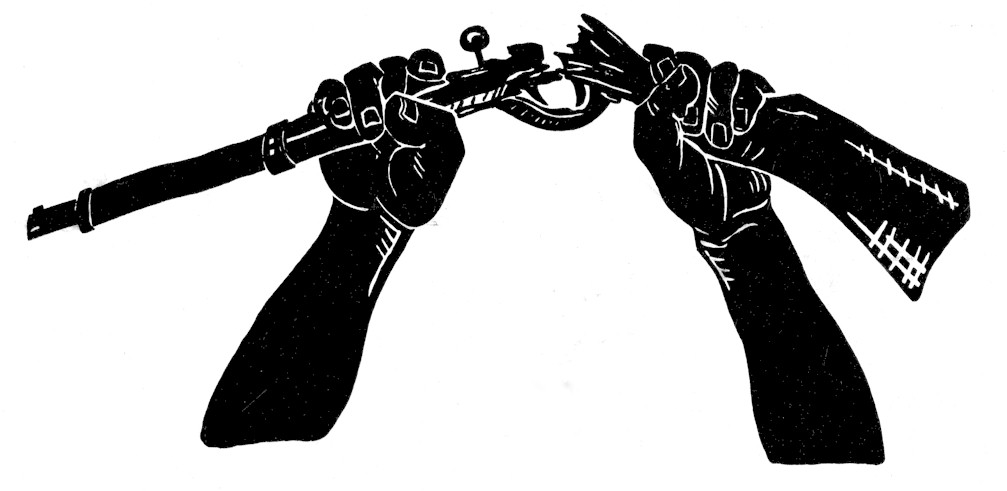
Hände zerbrechen Gewehr: Das einem der ursprünglichen Symbole nachempfundene Logo der heutigen Internationale der Kriegsdienstgegner/innen (IdK)
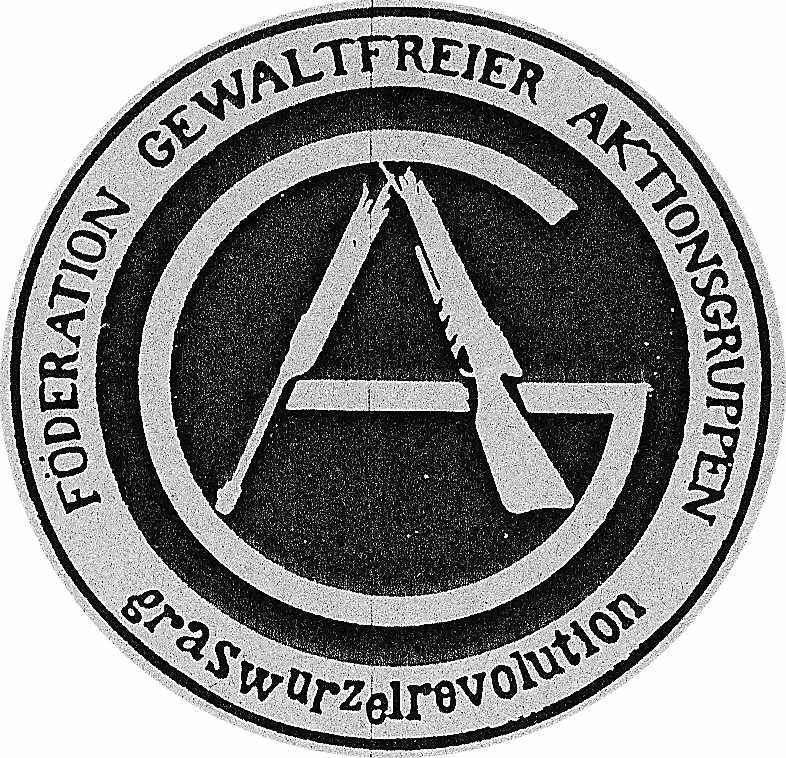
Das zerbrochene Gewehr im Logo der zwischen 1980 und Ende der 1990er Jahre bestehenden anarchopazifistischen Föderation Gewaltfreier Aktionsgruppen (FöGA), zeitweilig gemeinsame Verwendung mit der Zeitschrift Graswurzelrevolution
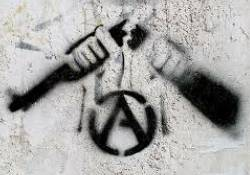
Das Symbol des zerbrochenen Gewehrs wird zuweilen mit dem anarchistischen A im Kreis verwendet und taucht gelegentlich als Stencil auf (abgebildetes Beispiel an einer Fassade in Frankreich, März 2011)
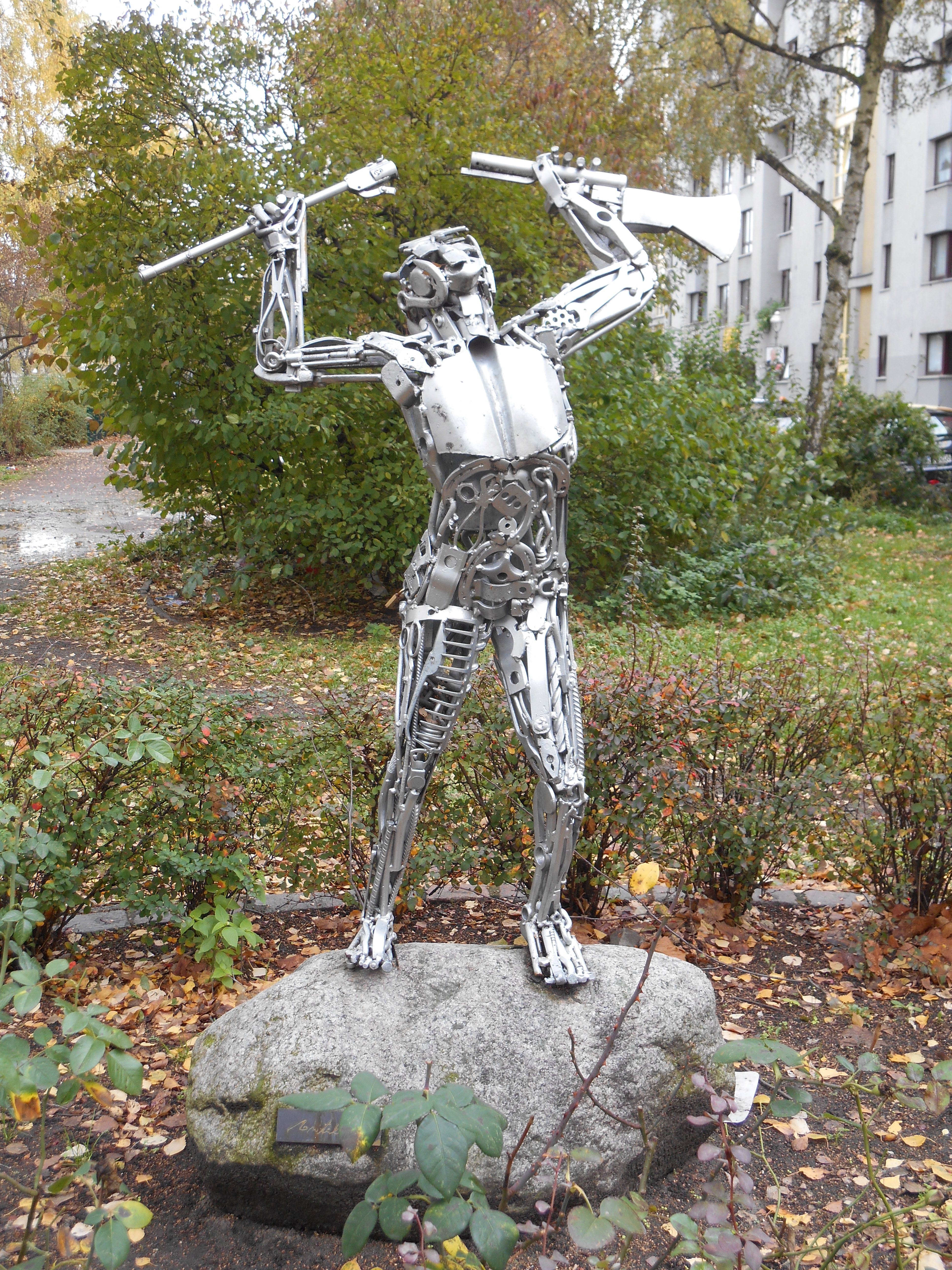
Metallskulptur Das Gewehr zerbrechen von Angelo Monitillo aus dem Jahr 2005 auf der Lütticher Straße vor dem Anti-Kriegs-Museums in Berlin-Wedding

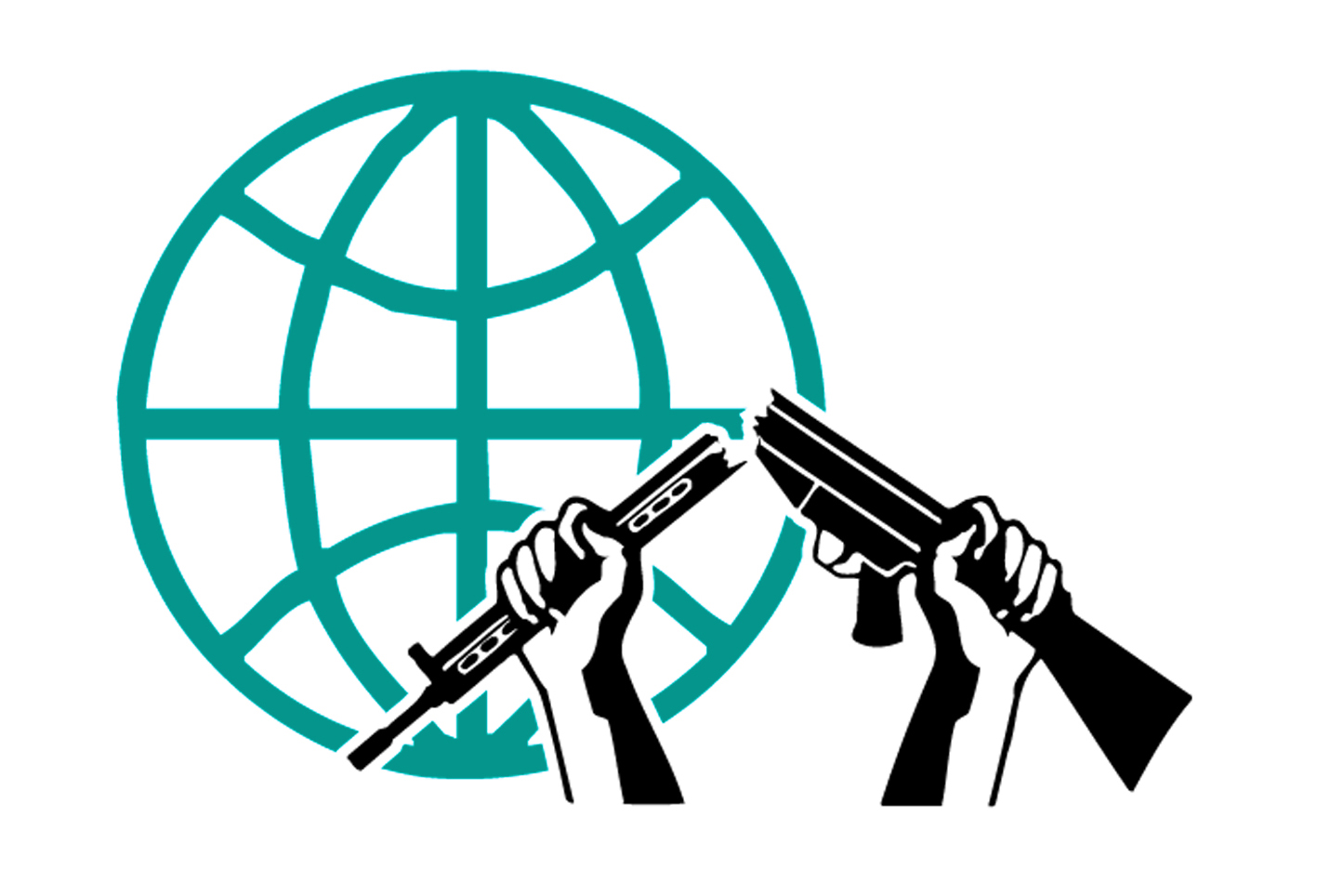
Logo Connection (Verein)

## WRI-ZeitschriftDas zerbrochene Gewehr
Seit 1986 erscheint in unregelmäßigen Abständen – etwa drei bis vier Mal pro Jahr – die Zeitschrift Das zerbrochene Gewehr als internationaler Rundbrief der War Resisters’ International. Er wird in deutscher, englischer (The broken rifle), französischer (Le fusil brisé) und spanischer Sprache (El fusil roto) herausgegeben, und enthält vor allem Nachrichten und Hintergrundinformationen zu von der WRI unterstützten Aktivitäten der Friedens- und Menschenrechtsbewegung aus aller Welt. Im Oktober 2014 erschien die 100. Ausgabe der Zeitschrift. Die seit Dezember 1996 veröffentlichten Ausgaben und Artikel des Rundbriefs Das zerbrochene Gewehr sind online auf der Webpräsenz der WRI abrufbar.